# Volbrecht Nagel

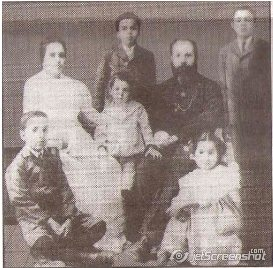
Familie Nagel

Volbrecht Nagel (* 3. November 1867 in Stammheim, Großherzogtum Hessen; † 12. Mai 1921 in Wiedenest) war ein deutscher Missionar an der Malabarküste Indiens. Er gehörte zunächst der Evangelisch-Lutherischen Kirche an, schloss sich aber später den Offenen Brüdern an und gilt heute als Pionier der Kerala-Brüderbewegung.

## Leben
Volbrecht Nagel wuchs in einer religiösen Familie auf, verlor aber schon in jungen Jahren seine Eltern. Im Alter von 18 Jahren erklärte er, ein wiedergeborener Christ zu sein, nachdem er von einem Schuhmacher, der zum Wanderprediger geworden war, das Evangelium gehört hatte. Mit dem Wunsch, Missionar zu werden, zog er nach Basel, trat 1886 ins Basler Missionshaus ein und machte 1892 seinen Abschluss. 1893 wurde er als evangelisch-lutherischer Missionar ordiniert.
Nagel kam im Dezember 1893 als Pastor nach Cannanore an der Malabarküste. Er übernahm die Leitung des Basler Missionszentrums in Vaniankulam. Dass zu seinen Aufgaben auch die Leitung der Schulen und Kleinbetriebe der Basler Mission in Vaniankulam gehörte, empfand er jedoch als Hindernis für seinen Verkündigungsdienst. 1896 verließ er die lutherische Kirche und Vaniankulam und ging ziellos nach Süden. Auf seiner Reise stieß er auf ein Gebetszentrum in Kunnamkulam und traf Paramel Itoop, der erst kürzlich zum Glauben gekommen war. Er beschloss, mit einer Arbeit in Kunnamkulam zu beginnen, einer alten Bastion des Christentums in Indien.
Um Teil der örtlichen Gemeinschaft zu werden, lernte er Malayalam. Die Gemeinde in Kunnamkulam nahm ihn als einen der Ihren auf, da er Malayalam schrieb und sprach. Im April 1897 heiratete er die 18-jährige Harriet Sabina Mitchell, eine Anglo-Inderin, die als Lehrerin in Kunnamkulam arbeitete. Sie bekamen fünf Söhne und zwei Töchter; die beiden Jüngsten, ein Sohn und eine Tochter, starben im Säuglingsalter.
Während seiner Zeit in Kunnamkulam half Nagel vielen Menschen, „treue Jünger“ zu werden. Unter ihnen war ein konvertierter ehemaliger Priester der Mar-Thoma-Kirche namens P. E. Mammen. Einige Monate nach ihrer Heirat fuhr das Ehepaar in die Nilgiris und traf den englischen Missionar der Offenen Brüder Handley Bird. Im folgenden Juni wurde Nagel von Bird in Coimbatore durch Untertauchen gläubig getauft. 1906 gründete er in Nellikunnu in der Nähe von Thrissur City ein Waisenhaus und ein Heim für Witwen namens Rehoboth, das noch heute besteht.
Im März 1914 reiste Nagel zurück nach Deutschland. Sein Plan war, seine älteren Kinder zur Ausbildung nach England zu schicken und in sechs Monaten nach Indien zurückzukehren, aber der Beginn des Ersten Weltkriegs verhinderte dies – als Angehöriger des Deutschen Reiches konnte Nagel nicht mehr in das von Großbritannien verwaltete Malabar einreisen. Um einer Einberufung in die deutsche Armee zu entgehen, zog er in die Schweiz. Harriet und die drei jüngeren Kinder kehrten an die Malabarküste zurück, während die beiden älteren Kinder in England blieben.
Als Nagel auch nach dem Krieg keine Einreisegenehmigung nach Indien erhielt, wurde er Lehrer an der Allianz-Bibelschule, die 1919 von Berlin nach Wiedenest umgezogen war. Während er dort unterrichtete, erlitt er im Februar 1921 einen Schlaganfall und wurde bettlägerig. Seiner Frau gelang es noch, nach Deutschland zu kommen und sich um ihn zu kümmern. Nagel starb am 12. Mai 1921 und wurde in Wiedenest begraben. Harriet kehrte anschließend nach Indien zurück und starb dort am 27. Januar 1935.

## Schriften
Nagel veröffentlichte 1898 auf Malayalam ein Buch über die christliche Taufe, 1916 auf Deutsch ein Buch über den Krieg aus christlicher Sicht und 1917 auf Englisch einen Aufsatz über die christliche Gemeinde, der auch einen Bericht über seine Bekehrung enthält. Er dichtete viele geistliche Lieder auf Malayalam, die noch heute von Angehörigen aller christlichen Konfessionen in der Region gesungen werden, und er wird nach wie vor als derjenige geschätzt, der das Evangelium nach Kerala brachte. 

### Geistliche Lieder auf Malayalam
- Snehathin Idayanam Yesuway; Wazhium sathyaum nee mathremay (Jesus, der liebende Hirte, du bist der einzige Weg und die Wahrheit)
- Ninnodu Praarthyppan Priya Pithaway (Unser lieber Vater, wir kommen zum Gebet) – Gebetslied
- Jayam jayam Kollum Naam, Jayam Kollum Naam (Siegreich, siegreich, wir werden siegreich sein)
- Deivathinte æka putren paapikale rakshippan (Gottes einziger Sohn starb am Kreuz, um die Sünder zu retten) – Christi Leiden und Tod
- Maranam jayicha veera (Held, der über den Tod siegte) – Auferstehung
- Yesu varum vegathil – Aswaasamay (Jesus wird bald kommen) – Wiederkunft
- Ente Jeevanam Yesuway (Jesus, mein Leben) – Trost
- En Yesu En Sangeetham (Mein Lied soll Jesus sein)
- Samayamam rathathil njaan swargayatra cheyyunu (Ich fahre zum Himmel auf dem Wagen der Zeit), von dem Komponisten G. Devarajan 1970 in die Musik zum Film Aranazhika Neram aufgenommen; seitdem es im Juni 1971 auf der Beerdigung des indischen Schauspielers Sathyan gesungen wurde, ist es dort das beliebteste Beerdigungslied geworden

### Übersetzte Lieder
Zu Nagels Übersetzungen gehören:
- Papakadam theerkuvan (What can wash away my sins, von Robert Lowry)
- Yeshu enn swanatham, Hallelujah (Blessed assurance, von Fanny Crosby)
- Yeshuvin thirupadathil irunnu kelka naam (Sing them over again to me, von Philip P. Bliss)
- Kristhuvinte daanam ethra maduram (Like a river glorious, von Frances Ridley Havergal)
- Yeshuvil en thozhane kande (I have found a friend in Jesus), von Charles William Fry